# Brachyloma mogin
Brachyloma mogin är en ljungväxtart som beskrevs av Cranfield. Brachyloma mogin ingår i släktet Brachyloma och familjen ljungväxter. Inga underarter finns listade i Catalogue of Life.